# Holy Holy
"Holy Holy" é uma canção do músico britânico David Bowie, originalmente lançada como single janeiro de 1971. Foi gravada em novembro de 1970, após a finalização de The Man Who Sold the World, devido à evidente ausência de um single óbvio vindo do álbum. Como os dois singles anteriores e Bowie, a canção falhou comercialmente e não entrou para as paradas.
Na época, Marc Bolan, do T. Rex, era uma fonte significante de inspiração para Bowie. Nesta faixa, segundo Roy Carr e Charles Shaar Murray, editores da NME, "A influência de Bolan é tão presente que quase se torna um caso de possessão demoníaca". O Lado B do single também é uma canção muito influenciada pelo T. Rex, "Black Country Rock". Bowie tocou "Holy Holy" na Granada Television (Reino Unido) usando um vestido que também seria usado na capa da edição britânica do disco The Man Who Sold the World.
Uma versão mais enérgica da faixa foi gravada em 1971 para o álbum The Rise and Fall of Ziggy Stardust and the Spiders from Mars. Embora tenha sido excluída do álbum, a faixa foi lançada como Lado B de "Diamond Dogs", em 1974. Essa versão também foi lançada como faixa bônus na reedição da Rykodisc de The Man Who Sold the World, em 1990 (apesar do encarte indicar que é a versão original), assim como no disco da reedição Ziggy Stardust – 30th Anniversary, de 2002. O próprio Bowie vetou a inclusão da versão original, preferindo a segunda, e o single de 1974 permaneceu a única versão oficial da faixa até 2015, quando foi lançada a versão original na parte Re:Call 1 da coletânea Five Years (1969–1973).

## Faixas
1. "Holy Holy" (Bowie) – 3:13
2. "Black Country Rock (Bowie) – 3:05

## Créditos
- Produtores:
  - Herbie Flowers em "Holy Holy" (creditado como Blue Mink)
  - Tony Visconti em "Black Country Rock"
- Músicos:
  - David Bowie: vocais, guitarra
  - Mick Ronson guitarra em "Holy Holy"
  - Herbie Flowers: baixo em "Holy Holy"
  - Barry Morgan: bateria em "Holy Holy"
  - Mick Ronson: guitarra em "Black Country Rock"
  - Tony Visconti: baixo em "Black Country Rock"
  - Mick Woodmansey: bateria em "Black Country Rock"